# Grand Strand
Le Grand Strand est une immense plage de sable blanc  en Caroline du Sud.
Elle borde l'océan Atlantique sur une centaine de kilomètres. 
Près de 15 millions de touristes s'y rendent chaque année.
Le long du Grand Strand, on trouve la ville de Myrtle Beach, de Charleston et l'un des plus grands complexes de golf au monde.
Grand Strand est aussi le nom de l'aéroport de North Myrtle Beach (code AITA : CRE).